# Monumento conmemorativo de Steilneset
El Memorial Steilneset es un monumento en la ciudad de Vardø en el municipio de Vardø en el condado de Finnmark, Noruega. El monumento conmemora el juicio y ejecución en el año 1621 de 91 personas por brujería. El monumento fue diseñado por la artista Louise Bourgeois y el arquitecto Peter Zumthor y fue inaugurado en 2011. Fue la última gran obra de Bourgeois.

## Antecedentes
En el siglo XVII se produjeron en Noruega una serie de juicios por brujería, estando los de Vardø entre los más importantes. Más de cien personas fueron juzgadas por brujería, de los cuales 77 mujeres y 14 hombres fueron quemados en la hoguera. El distrito norte de Finnmark, en el que se encuentra Vardø, experimentó la tasa más alta de acusaciones de brujería de cualquier parte de Noruega y una proporción inusualmente alta de ejecuciones derivadas de los juicios. Los procesos alcanzaron su punto álgido entre los años 1662 y 1663. El monumento se construyó 348 años después de los hechos.

## Memorial
El Memorial Steilneset fue encargado conjuntamente por la ciudad de Vardø, el condado de Finnmark, el Museo de Varanger y la Administración de Carreteras Públicas de Noruega, y ha estado asociado con el desarrollo de las Rutas Turísticas Nacionales de Noruega. Por un lado, mediante concurso público, los arquitectos noruegos diseñaron la arquitectura asociada a las rutas, como los miradores. Por otro lado, el monumento fue el resultado de un encargo específico. Fue una colaboración entre la artista franco-estadounidense Louise Bourgeois y el anterior ganador del Premio Pritzker, el arquitecto suizo Peter Zumthor. El diseño comenzó el año 2006, y el monumento fue inaugurado por la Reina Sonja de Noruega el 23 de junio de 2011. Bourgeois murió en 2010 y su contribución al proyecto, titulado The Damned, The Possessed and The Beloved, fue su última gran instalación.
El Memorial consta de dos edificios separados: una larga estructura de madera de 125 metros que enmarca un capullo de tela que contiene la instalación de Zumthor; y una sala cuadrada de vidrio ahumado, con un techo de 11,9 metros en cada lado, que contiene la obra de Bourgeois. La estructura de Zumthor está hecha de marcos de madera, fabricados fuera y ensamblados para crear sesenta bahías en una larga línea dentro de las cuales, suspendida por un cable, hay una membrana de fibra de vidrio recubierta que se estrecha en cada extremo. En el interior hay una pasarela de madera de 100 metros de largo pero sólo un metro y medio de ancho, y a lo largo del estrecho corredor se encuentran 91 ventanas de tamaño pequeño colocadas al azar que representan a los ejecutados, cada una acompañada de un texto explicativo basado en fuentes originales. A través de cada ventana se puede ver una única bombilla, que pretende evocar "las lámparas de las pequeñas ventanas sin cortinas de las casas" de la región.
El edificio que alberga la instalación de Bourgeois contrasta marcadamente con el de su compañero. Su estructura cuadrada está fabricada con acero corten y 17 paneles de vidrio tintado, formando paredes que terminan antes del techo y el suelo. En el interior, Bourgeois ha colocado una silla de metal con llamas que se proyectan a través del asiento. Esto se refleja "en siete espejos ovalados colocados sobre columnas de metal en un anillo alrededor del asiento en llamas, como jueces que rodean a los condenados". La escritora Donna Wheeler, reflexionando sobre la escultura de Bourgeois con su fuego ardiendo dentro de la silla solitaria, observó: "La llama perpetua -ese viejo símbolo de conmemoración y reflexión- aquí está desprovista de cualquier cualidad redentora, iluminando solo su propia imagen destructiva".